# Krzyżanów (powiat Kutnowski)
Krzyżanów is een dorp in het Poolse woiwodschap Łódź, in het district Kutnowski. De plaats maakt deel uit van de gemeente Krzyżanów.